# Halasarna

Mapa de algunas de las ciudades griegas de Caria y de algunas islas del Dodecaneso, donde se aprecia la ubicación de Halasarna, en la isla de Cos.

Halasarna o Halisarna (en griego, Ἁλασάρνα, Ἁλισάρνα) es el nombre de una antigua población de la isla de Cos, en Grecia. Se localiza en la actual Kardamena, donde se han realizado excavaciones desde 1985.
Se desconoce con seguridad el momento inicial en el que hubo un asentamiento estable en la zona, aunque se han hallado algunos restos del neolítico y de la Edad del Bronce. También se han hallado fragmentos de cerámica de los periodos geométrico y orientalizante, pero durante esos siglos y también durante la época clásica se desconoce el tamaño de la antigua Halasarna así como si era una polis independiente o una pequeña aldea. Podría haber sido una polis independiente antes de la refundación por sinecismo de la ciudad de Cos, a causa de una revuelta en el año 366 a. C. Desde entonces probablemente pasó a ser una demo de Cos. Se cree que pertenecen al siglo IV a. C. los restos de un santuario de Apolo de Halasarna que debió ser el segundo más importante de la isla después del de Asclepio. El asentamiento siguió estando habitado durante el periodo helenístico y romano. Estrabón la conocía con el nombre de Halisarna. De estos periodos se han hallado fragmentos de cerámica, de estatuas de mármol y terracota, y de inscripciones, así como restos de un antiguo teatro y de basílicas paleocristianas, entre otros. Se cree que el lugar fue abandonado en torno al siglo VII debido a un terremoto y al temor a invasiones árabes.